# آلیس ویلیامز
آلیس ویلیامز (انگلیسی: Alys Williams؛ زادهٔ ۲۸ مه ۱۹۹۴) بازیکن واترپلو اهل ایالات متحده آمریکا است.
وی در مسابقات کشوری و بین‌المللی در مجموع برندهٔ ۱ مدال طلا شده‌است.